# Muhajir
Sono detti Muhajir (scritto anche Mahajir o Mohajir) (urdu: مہاجر) gli immigrati musulmani, di varia provenienza, e i loro discendenti, che migrarono da varie regioni dell'India verso il Pakistan, dopo l'indipendenza di questo.
Il termine Muhajir si riferisce generalmente a quei migranti musulmani che dall'India che si stabilirono nel Sindh. Sebbene non costituiscano un gruppo omogeneo (molti di loro infatti parlano lingue diverse), sono identificati principalmente come parlanti di lingua urdu.